# Brauvilliers
Brauvilliers település Franciaországban, Meuse megyében. Lakosainak száma 164 fő (2022. január 1.). Brauvilliers Chevillon, Fontaines-sur-Marne, Narcy, Juvigny-en-Perthois, Morley és Savonnières-en-Perthois községekkel határos.

## Népesség
A település népességének változása:
| Lakosok száma | 196  | 169  | 161  | 171  | 159  | 162  | 171  | 174  | 175  | 164  |
|               | 1968 | 1982 | 1990 | 2006 | 2013 | 2015 | 2017 | 2019 | 2020 | 2022 |